# Robert Kohnen
Robert Kohnen (Sankt Vith, 2 juni 1932 — Dilbeek, 26 december 2019) was een Belgische organist en klavecinist die zich heeft toegelegd op de authentieke uitvoeringspraktijk van Oude Muziek.

## Levensloop
Kohnen studeerde orgel aan het Lemmensinstituut in Mechelen en aan het conservatorium te Brussel. Hij kreeg er lessen van Paul de Maleingreau en Charles Hens.  Als klavecinist is hij autodidact. Hij was in 1954 een van de stichters van het Alariusensemble, met Janine Rubinlicht en Wieland Kuijken. Vanaf 1959 maakte ook Sigiswald Kuijken deel uit van het ensemble. Van 1960 tot 1971 was hij ook de pianist van het ensemble Musiques Nouvelles, gesticht door Pierre Bartholomée voor het uitvoeren van avant-gardemuziek en met leden zoals Henri Pousseur en Philippe Boesmans.
In 1972 werd het ensemble ontbonden en integreerden de leden zich in La Petite Bande, gedirigeerd door Sigiswald Kuijken. Kohnen wordt er de klavecinist en organist van. Hij speelde ook in meer los verband mee met andere specialisten in de oude muziek, zoals Barthold Kuijken, Gustav Leonhardt, Frans Brüggen, Anner Bijlsma, Lucy van Dael, René Jacobs, Paul Dombrecht, Roel Dieltiens, Ryo Terakado, enz.
Op het initiatief van de fluitist Jean-Pierre Boullet werd in 1990 een Séminaire de Musique Ancienne en Wallonie gesticht in Spa (in 2000 verhuisd naar Farnières), die elk jaar een honderdtal studenten bijeenbrengt om zich te laten inwijden in de authentieke uitvoeringspraktijk door gespecialiseerde docenten en uitvoerders. Kohnen verleende hieraan zijn medewerking.
Tot in 1997 doceerde Robert Kohnen klavecimbel aan de conservatoria van Brussel en van Mons. Hij gaf ook meestercursussen in België, Duitsland, Frankrijk, Japan, Italië en Canada.

## Discografie
Kohnen heeft aan een honderdtal platenopnamen meegewerkt. Als solist heeft hij platen gewijd aan werk van Johann Sebastian Bach, Johann Joseph Fux, François Couperin,Jean-Philippe Rameau, Joseph Haydn
- Bibsys: 5004086
- Biblioteca Nacional de España: XX1653076
- Bibliothèque nationale de France: cb13896077v (data)
- Gemeinsame Normdatei: 134431464
- International Standard Name Identifier: 0000 0001 2131 2888
- Library of Congress Control Number: n82150557
- MusicBrainz: d0e319cc-0b9b-4b5d-bd2c-013dff4b270e
- Nationale Bibliotheek van Israël: 987007427798105171
- Nederlandse Thesaurus van Auteursnamen: 070780749
- Système universitaire de documentation: 129409901
- Virtual International Authority File: 266830736
- WorldCat: E39PBJrCdP3J6jdYwJRPhBWFKd